# Первомайское (Восточно-Казахстанская область)
Первомайское (каз. Первомайское) — упразднённое село в Жарминском районе Восточно-Казахстанской области Казахстана. Входило в состав Капанбулакского сельского округа. Ликвидировано в 2000-е годы.

## Население
По данным переписи 1999 года в селе проживало 83 человека (48 мужчин и 38 женщин).